# ナジヴァーラド広場駅
座標: 北緯47度28分45秒 東経19度5分20秒 / 北緯47.47917度 東経19.08889度
ナジヴァーラド広場駅（ナジヴァーラドひろばえき、洪：Nagyvárad tér）は、ハンガリー共和国ブダペスト市に位置するブダペスト地下鉄3号線の駅である。駅名はオラデアの旧称、ナジヴァーラドに由来する。

## 駅構造
- 島式ホーム1面2線を有す地下駅。
- 地下7.06m地点に存在する。

## 駅周辺
- センメルヴェイス大学
- ナジヴァーラド広場（ハンガリー語版）

## 歴史
- 1976年12月31日 - デアーク・フェレンツ広場駅からの終点駅として開業。
- 1980年3月29日 - ケーバーニャ・キシュペシュト駅までの延伸により途中駅となる。

## 隣の駅
ブダペスト地下鉄
■3号線
クリニカーク駅 - ナジヴァーラド広場駅 - ネープリゲト駅